# Castell de Berat
El castell de Berat (en albanès: Kalaja e Beratit), també conegut com la Ciutadella de Berat o el barri del castell, és una fortalesa que domina la ciutat de Berat, Albània. Es remunta principalment al segle xiii i conté moltes esglésies romanes d'Orient a la zona, així com mesquites otomanes. Està construït sobre un turó rocós a la riba dreta del riu Osum i només és accessible des del sud. Està situat a 214 metres d'altitud.

## Història
Després de ser incendiat pels romans l'any 200 aC, les muralles es van reforçar al segle v sota el govern de l'emperador romà Teodosi II per protegir la regió de les incursions bàrbares als Balcans. Posteriorment, van ser reconstruïdes durant el segle vi sota l'emperador Justinià I i novament al segle xiii sota el govern del despotat de l'Epir, Miquel I Comnè Ducas, cosí de l'emperador romà d'Orient Isaac II Àngel. Aquesta última fase es pot observar en un monograma format per maons vermells incrustats en un mur del castell. El castell estava sota el domini de Joan Comnè Assèn a mitjans del segle xiv. L'entrada principal, situada al costat nord, està defensada per un pati fortificat, i hi ha tres entrades més petites.
La fortalesa de Berat, en el seu estat actual, encara que considerablement danyada, continua sent un espectacle magnífic. La superfície que abasta va permetre allotjar una part considerable dels habitants de la ciutat. Els edificis dins de la fortalesa van ser construïts durant el segle xiii i, per la seva arquitectura característica, estan preservats com a monuments culturals.
El castell de Berat està representat al revers de la moneda albanesa de 10 lekë, emesa els anys 1996, 2000 i 2013.

## Esglésies
Originalment aquesta fortalesa comtava amb unes 20 esglésies ortodoxes i només una mesquita, destinada a l'ús de la guarnició turca (de la qual només en queden algunes ruïnes i la base del minaret). Les esglésies sobreviscudes contenen frescos i iconòstasis pintats durant l'Edat Mitjana per famosos pintors d'icones albanesos com Onufri (molt reconegut a Albània i té el seu museu d'iconografia situat a la ciutat de Berat), Kostandin Shpataraku i els germans Zografi, entre d'altres.
La població del castell de Berat era majoritàriament cristiana, fet que va propiciar la construcció d'aquestes esglésies (la majoria d'elles construïdes durant el segle xiii). Al llarg dels anys, moltes de les esglésies de la fortalesa van ser danyades o destruïdes, i només algunes han perdurat. Són un símbol de la història del castell.
Les esglésies sobreviscudes fins avui són:
1. Església de la Santíssima Trinitat (Berat)
2. Església de Sant Miquel (Berat)
3. Església de Santa Maria de Blaquernes (Berat)
4. Església de Sant Nicolau
5. Església de Sant Constantí i Santa Helena
6. Església de Sant Jordi
7. Església de l'Evangelistria
8. Església de Sant Teodor (Berat)

Aquestes esglésies formen part del ric patrimoni històric i cultural del castell de Berat.